# 阿夫達瑪
阿夫達瑪（加告茲語：Avdarma）是摩爾多瓦加告茲自治區的一個村落，根據2004年人口普查資料顯示，阿夫達瑪有3,564名居民，其中有3,356名為加告茲人。